# Centro Histórico Urbano de Cienfuegos
O Centro Histórico Urbano de Cienfuegos é um Património Mundial situado em Cienfuegos, província de Cienfuegos, Cuba.
Foi declarado Património Mundial da Unesco em 2005.

## Atrações
- Forte de Jagua
- Arco do Triunfo - o único exemplar de seu tipo em Cuba
- Delfinario com golfinhos e leões-marinhos
- Jardim Botânico de Cienfuegos - com 97 hectares[2]
- Museu Provincial
- Palácio de Valle - construído entre 1913 e 1917 em estilo neogótico[3]
- Parque José Martí[4]
- Universidade de Cienfuegos "Carlos Rafael Rodríguez"[5]

## Galeria

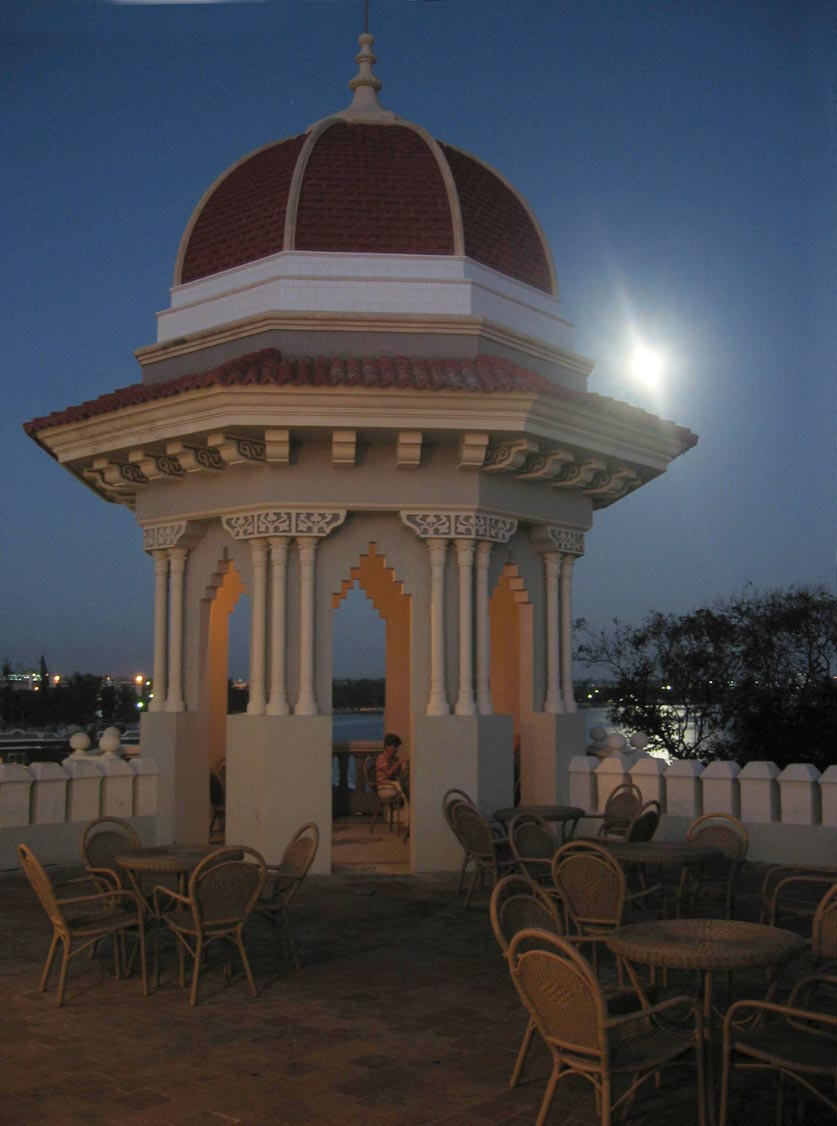
Palacio de Valle
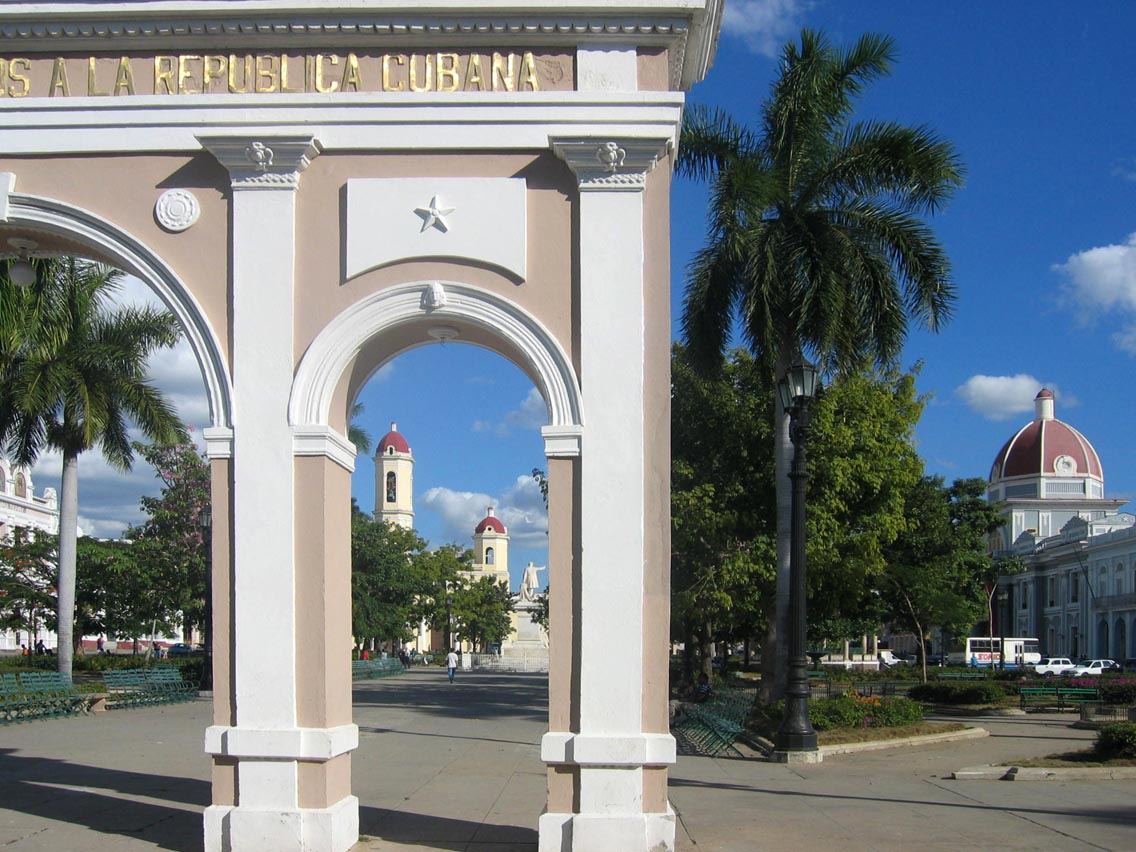
Parque José Martí
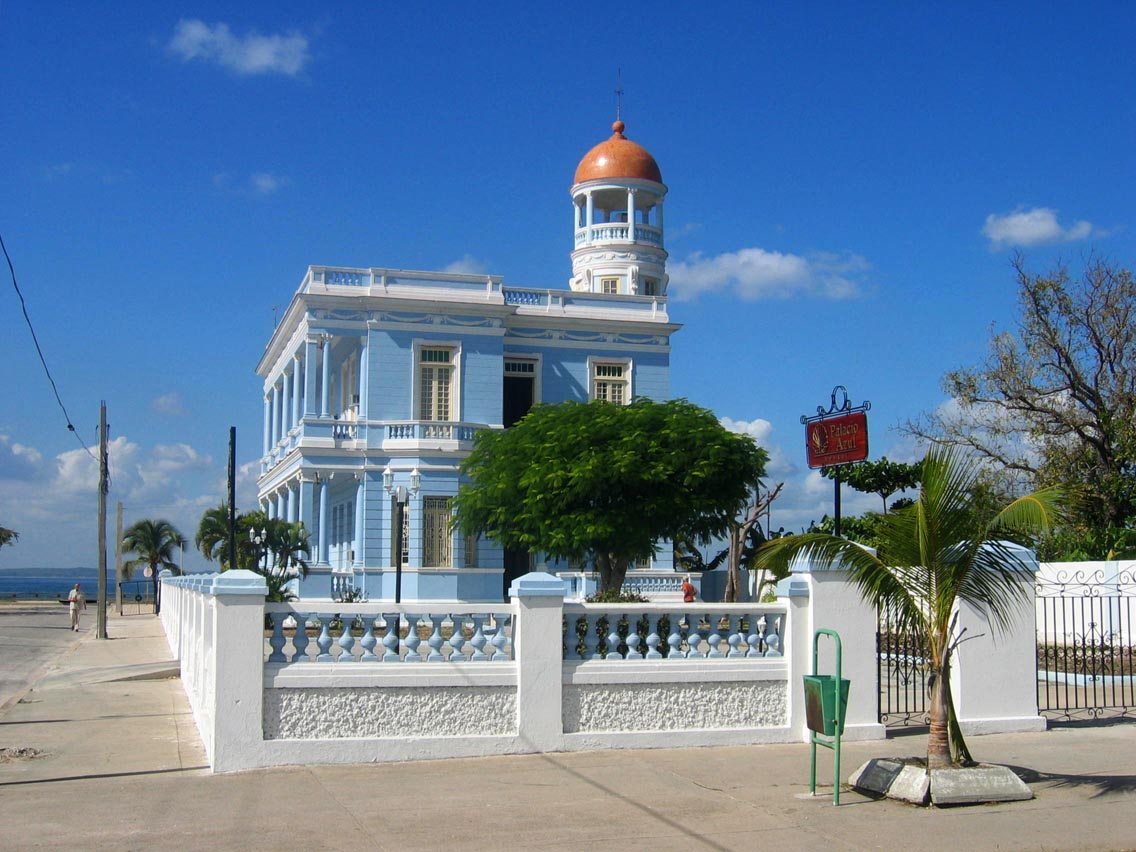
Palacio Azul

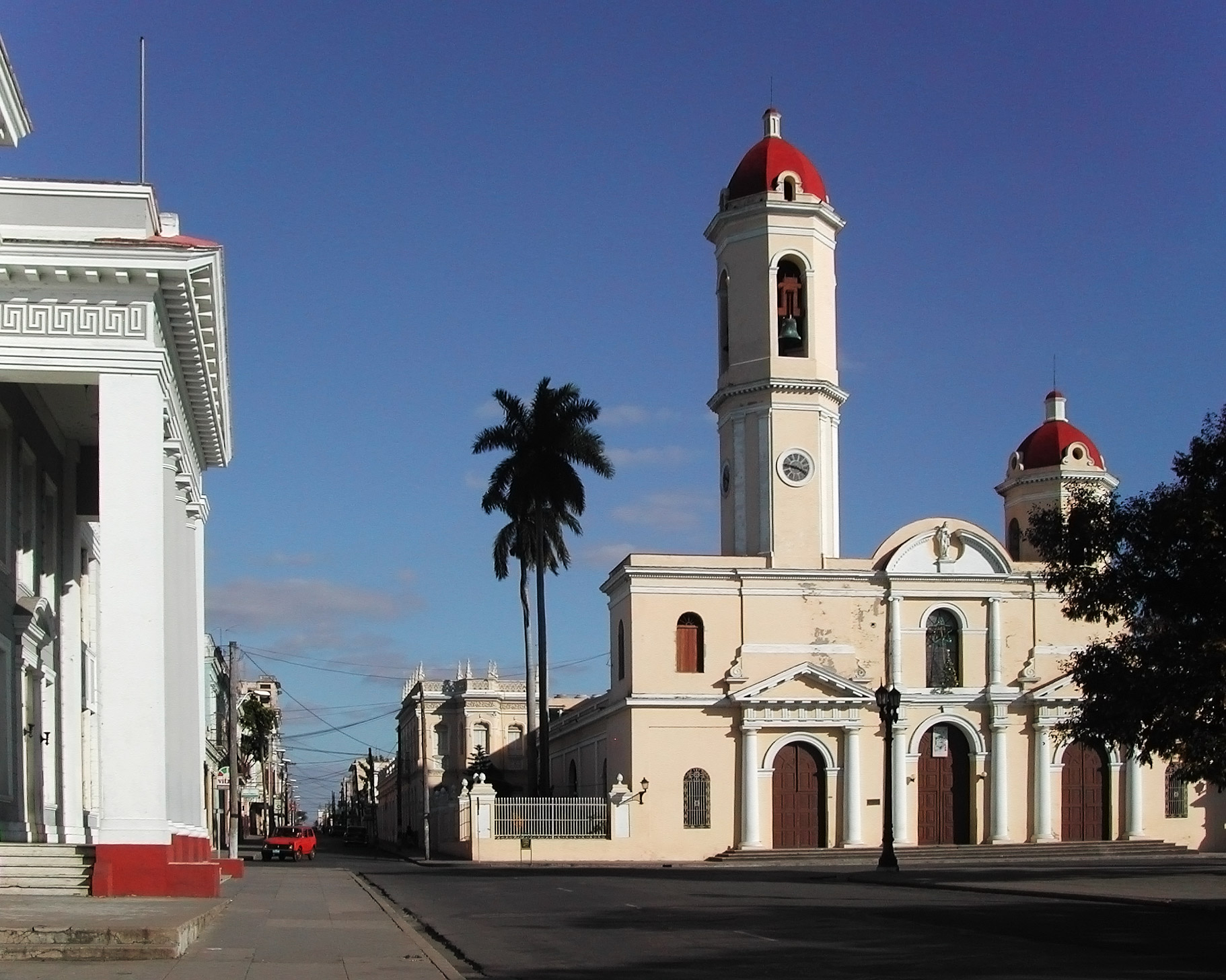
Catedral de Cienfuegos
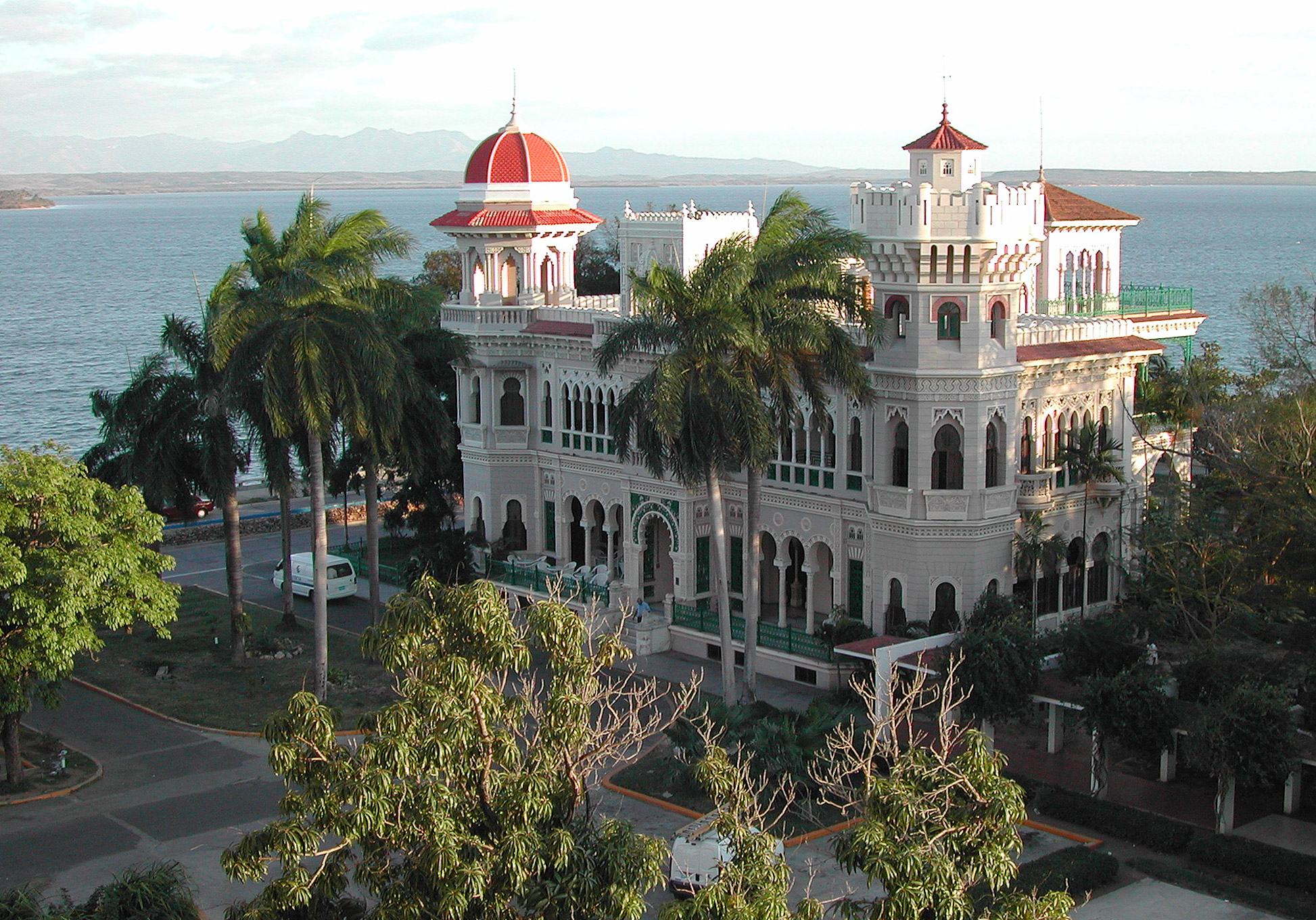
Palacio de Valle
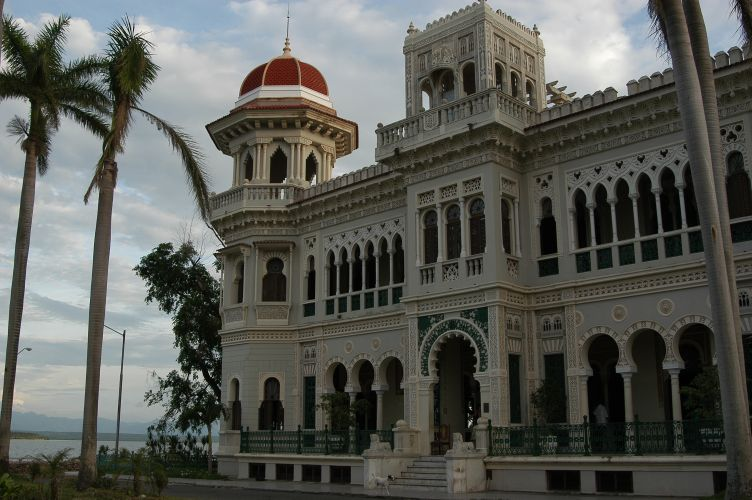
Palacio de Valle